# Exèrcit Popular de la República
L'Exèrcit Popular de la República (EPR) fou la força armada creada pel govern de la Segona República Espanyola el mes d'octubre del 1936 a partir de la reorganització d'elements de l'exèrcit espanyol que es mantingueren lleials després del cop d'estat del 17 i 18 de juliol del 1936 i de les milícies populars, creades durant els primers mesos de la Guerra Civil espanyola, que s'enfrontaren a l'Exèrcit Nacional constituït pels generals revoltats.

## Origen
Arribada la tardor de 1936, el govern de Largo Caballero, va defensar, tot i l'oposició d'anarquistes i d'unitats milicianes d'altres tendències, que la guerra que havia esdevingut amb l'aixecament militar del 18 de juliol, no podia ser guanyada sense disciplina i un ordre de les milícies, és a dir, una militarització.
Les milícies que s'havien enfrontat fins
aleshores als militars revoltats havien estat organitzades a voluntat de sindicats i partits polítics, principalment pels integrants de la coalició del Front Popular (unitats com ara el Cinquè Regiment comunista o les Milícies Confederals anarquistes) i sense cap mena de coordinació eficaç. Des del començament, s'havia assalariat tot milicià amb deu pessetes al dia, però el Govern continuava sense tenir el control real sobre l'Exèrcit, esvaït després de l'inici de la guerra.
El govern va decidir doncs, la creació d'un exèrcit popular unitari i organitzat. La constitució d'un nou exèrcit era difícil, ja
que la gent rebutjava la militarització i la creació de l'exèrcit, al qual es
considerava col·lectivament implicat en la sublevació. Però el govern de Largo Caballero va dur aquesta militarització de manera progressiva: 
El 28 de setembre de 1936, es va aprovar un decret on es donava accés als oficials de les milícies (líders de partits i sindicats) a ser oficials dels quadres professionals de l'exèrcit. Amb aquest decret es configurava el nou Exèrcit Popular de la República i la consegüent militarització de les milícies, que foren absorbides per l'exèrcit regular republicà.
La segona mesura, va ser adoptada per mitjà
dels decrets del 30 de setembre i el 7 d'octubre, que ordenaven la mobilització de les lleves del 1932 a 1935. Amb aquest fet, l'exèrcit deixava de ser
voluntari i els reemplaçaments cridats no pertanyien a les milícies, sinó a l'exèrcit amb una subordinació que implicava una nova disciplina i la submissió
a la Justícia Militar.
Un dels últims passos, va ser aconseguir l'aspiració del comandament únic. El 16 d'octubre, Largo Caballero, va assumir el comandament únic de l'exèrcit i de les milícies i exposà que: “para unificar y coordinar la acción de las fuerzas que luchan en los diferentes frentes, todas estas fuerzas deben ser unificadas y organizadas como Ejército Regular”. Aquest fet canvià per complet la resistència republicana, que va passar de ser una força de caràcter polític i voluntari, a una Força Armada tradicional de l'Exèrcit Regular.
El 18 d'octubre de 1936 es crearien les 6 primeres Brigades Mixtes (organitzacions
que anirien substituint les columnes i les milícies). La 1ª Brigada Mixta fou dirigida pel coronel comunista Enrique Líster, la 2ª Brigada Mixta per Jesús Martínez d'Aragó, la 3ª Brigada Mixta per José María Galán, la 4ª Brigada Mixta per Eutiquiano Arellano, la 5ª Brigada Mixta per Fernando Sabio i la 6ª Brigada Mixta per Miguel Gallo Martínez. També s'organitzarien les XI i XII Brigades Internacionals amb els combatents voluntaris de tot el món entrenats a Albacete. Aviat s'organitzarien més brigades que enquadrarien uns 80.000 homes a començaments de novembre.
El 30 d'octubre ja s'havia mobilitzat tota la població masculina entre els 20 i els 45 anys. Tot i així, foren nombrosos els casos de nois més joves, de fins i tot 16 anys afiliats a organitzacions d'esquerres que havien buscat la manera d'allistar-se.

## Organització
L'organització de l'exèrcit bàsicament pel que fa a Infanteria es basava en les Brigades Mixtes arribant a haver-hi 246 Brigades Mixtes numerades de la 1 a la 246 a tal efecte. A la vegada cada Brigada Mixta es componia de quatre
batallons (els quals en un primer moment solien organitzar-se segons sindicats
i partits polítics) arribant a haver-hi 984 Batallons numerats de l'1 al 984 a aquest efecte. Al seu torn, cada batalló estava format per diverses
companyies.
Les brigades mixtes no solien
excedir el nombre d'uns 3.200 soldats combatents i els Batallons d'uns 800, i a mesura que avançava la guerra, les brigades mixtes es van
anar organitzant en divisions, (arribant a 77 Divisions), les divisions en cossos d'exèrcit, (arribant a 24 Cossos d'Exèrcit), i els cossos d'exèrcit en 6 Exèrcits, entre d'altres.
| Organització de l'Exèrcit Popular de la Republica |
| --- |
| - XXIV Cossos d'Exèrcit: (Uns 800.000 soldats). |
| - Cada Cos d'Exèrcit format per tres Divisions: (Uns 30.000 soldats).                                                                                           |
| - Cada Divisió formada per tres Brigades Mixtes: (Uns 10.000 soldats).                                                                                          |
| - Cada Brigada Mixta formada per quatre batallons: (Uns 3.200 soldats).                                                                                         |
| - Cada Batalló format per quatre companyies (uns 800 soldats).                                                                                                  |
| - Cada Companyia formada per 3 seccions cada una i alhora, cada secció formada per 3 escamots, cada escamot per 3 esquadres, i anar baixant: (uns 200 soldats). |

Cal tindre en compte que es tracta de quantitats aproximades de soldats, ja que algunes unitats van tindre més nombre de soldats que d'altres, i a l'inrevés. Així mateix, i a part del gruix d'Infanteria, també hi havia companyies i batallons de Sapadors, Pontoners, Cavalleria, Morters, Artilleria, Obres i Fortificacions, així com d'Aviació, Infanteria de Marina, Tancs i Metralladores, sense deixar els soldats destinats a oficines, Estat Major, Cos de Tren, algunes unitats dels quals estaven assignades als cossos d'exèrcit o divisions, altres a les brigades mixtes, altres als batallons, etc. Parlem que, segons fonts d'investigació, es van arribar a mobilitzar a la zona republicana no menys d'1.700.000 homes, pel cap baix.
D'altra banda, molts dels combatents voluntaris estrangers s'enquadrarien en Brigades internacionals
sota la bandera republicana i l'estel vermell de tres puntes.
Al voltant del maig de 1937, l'Exèrcit Popular estava dividit en diversos exèrcits al llarg del territori que encara controlava:
- Exèrcit del Centre: El més disciplinat, millor armat i preparat de tots els que disposava en aquell moment, acabava de sortir de les batalles al voltant de Madrid i hi havia anat a parar la major part d'equip i reforços. Les millors unitats de la República es trobaven integrades en aquest Exèrcit.
- Exèrcit del Sud: Es trobava al llarg dels fronts andalús i extremeny i la seva organització tenia importants mancances en qualitat de tropes i comandaments així com equipament. Rondava els 60.000 homes.
- Exèrcit de Llevant: Sota la seva jurisdicció es trobava la línia del front que anava des del sud de l'Ebre fins al límit de les províncies de Terol i Guadalajara.
- Exèrcit de l'Est: Es trobava al front d'Aragó i en aquell moment no era més que un exèrcit sobre el paper si bé es mantenien nombroses columnes i unitats d'anarquistes de la CNT-FAI, nacionalistes catalans o els comunistes del PSUC i el POUM. Gaudien d'una superioritat de 80.000 homes enfront de 30.000 revoltats.
- Exèrcit del Nord: És difícil afirmar que existís un exèrcit com a tal al nord, ja que, en realitat, agrupava a Euzko Gudarostea i als anomenats Exèrcit d'Astúries i Exèrcit de Cantàbria. Entre ells la col·laboració era nul·la i moltes vegades es produïen enfrontaments entre els batallons anarquistes i socialistes, d'una banda, i els batallons del PNB per un altre. Tot i disposar d'un alt nombre d'efectius, la seva qualitat i equipament eren mínims.

## Aliats

### URSS

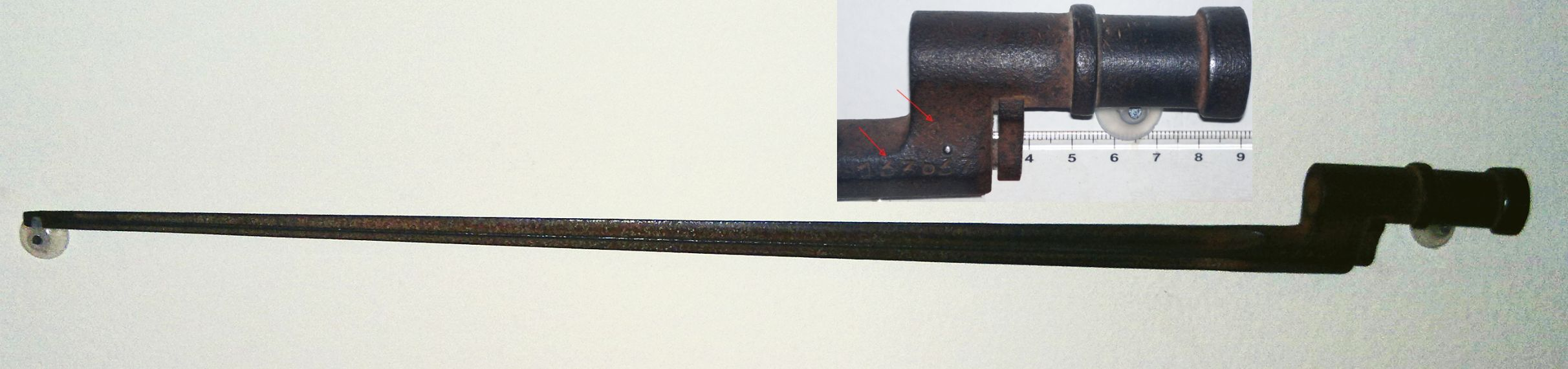
Baioneta russa per fusell Mosin-Nagant, emprada per l'Exèrcit Popular republicà. Fabricada a Ijevsk abans de la formació de l'estat soviètic. Detall: número de sèrie -133637- i segell encunyat de fàbrica. Recuperada del fang de la riba sud del riu Ebre, a pocs mts del pont de ferrocarril de Garcia, Catalunya.

La Unió Soviètica va ser el principal aliat de la Segona República Espanyola, aportant carros de combats i cotxes blindats (especialment els T-26, BA-6 i BT-5), centenars d'avions, diversos centenars de milers de fusells, pistoles, menjar, peces d'artilleria antiaèria i terrestre, a més d'enviar enormes quantitats de munició i diversos centenars de pilots, tancs i marins professionals soviètics.

### Mèxic
Mèxic mantenia bonesrelacions amb la república espanyola a l'inici del conflicte. La solidaritat obrera amb Espanya va ser immediata; obrers i sindicats feien donacions a l'ambaixador espanyol. El govern de Cárdenas, al contrari que el dels altres països no va signar el Comitè de No-Intervenció Internacional, i per tant, va ser l'únic país que va donar ajuda oficialment a la Guerra Civil espanyola. Va enviar a Espanya uns 28 milions de cartutxos de munició, 28.000 fusells, 70 canons antiaeris, uns 55 avions (principalment francesos) i queviures, i conclosa la guerra civil va rebre a milers de veterans i intel·lectuals exiliats del bàndol republicà.

### França i Gran Bretanya
Tot i que en un inici, el govern francès decideix enviar material bèl·lic a la Segona República Espanyola, França i Gran Bretanya veien que la "guerra d'Espanya" podia complicar encara més el difícil joc estratègic que es desenvolupava a escala europea. Per això, la primera orientació de la diplomàcia d'aquestes potències va ser la de procurar l'aïllament del conflicte espanyol amb l'acord general sobre la No-Intervenció (entre l'agost i el setembre del 1936)

### Voluntaris internacionals
També seran una gran
ajuda i suport per a la República voluntaris no espanyols, preferentment comunistes, que pels seus ideals estaven disposats a combatre contra el feixisme internacional representat en aquells moments en la lluita que es plantejava al voltant de la guerra espanyola. La majoria eren joves idealistes que o havien fugit del feixisme repressor implantat en els seus països (Alemanya, Itàlia, etc.) O se sentien moralment obligats a lluitar contra el feixisme per la seva pertinença a un país de pensament liberal i democràtic (Anglaterra, França, EUA, etc.).

## Armament
Una de les principals
preocupacions que els dirigents republicans van mostrar amb el naixent de l'Exèrcit
Popular era el fet que aquest estigués eficientment armat.
Les armes
emprades per la Infanteria eren el fusell reglamentari espanyol d'abans de la guerra, el Mauser 1893 de 7 mm de calibre. L'arribada d'ajuda militar russa va significar també l'aparició del Mosin-Nagant M1891 i M91/30 soviètic de 7,62 mm i del txec ZB vz. 24 de 7,92 mm. Compta també l'aportació del govern de Mèxic en subministrar al voltant de 20.000 nous Mauser 1893. La metralladora reglamentària era la Hotchkiss de 7 mm però a més l'exèrcit republicà va emprar la ZB vz. 26 txeca de 7,92 mm, la Sant-Etienne francesa de 8 mm i la Maxim soviètica de 7,62 mm. Els models de fusells metralladors van ser també molt variats destacant el Vickers anglès de 7,7 mm o el soviètic Degtjarew de 7,62 mm. Les metralladores antiaèries van tenir com a protagonistes les versions pesades de la ZB de 15 mm i les Degtjarew de 12,7 mm. Els millors canons antitancs van ser els Vickers soviètics de 47 mm. Els morters més usuals, usats en ambdues zones, eren els anomenats Valero de fabricació espanyola i amb calibres de 50, 60, 81 i 120 mm encara que es van importar altres models entre els quals destacava un soviètic de 50 mm importat en grans quantitats.

## Transcurs de la guerra
Durant els primers mesos de lluita l'any 1936 i en molts casos fins i tot més tard, els soldats no rebien ni roba ni armes o bales suficients o de bona qualitat. Només el menjar i el sou (que podien cobrar les famílies dels combatents a les ciutats) eren quasi assegurats.
No serà fins al 1937 que la reorganització de les forces republicanes fou completa, agrupant unitats armades com ara les Milícies Antifeixistes Obreres i Camperoles (MOAC), les milícies de les Joventuts Socialistes Unificades, el Cinquè Regiment comunista i els milicians anarquistes i comunistes. En fronts com els d'Aragó, els anarquistes es van resistir inicialment a abandonar el model de milícies i a enquadrar-se sota un poder únic.

## Llocs i divises

### Oficials
| Espanya (1936-1939) |         |                |           |        |        |         |
| General             | Coronel | Tinent Coronel | Comandant | Capità | Tinent | Alferes |

### Suboficials i tropa
| Espanya (1936-1939) |         |         |        |
| Brigada             | Sergent | Caporal | Soldat |

### Comissaris polítics
| Espanya (1936-1939) |                                  |                     |                      |                      |                        |                              |
| Comissari General   | Subcomissari i Secretari General | Comissari Inspector | Comissari de Brigada | Comissari de Batalló | Comissari de Companyia | Delegat Polític de Companyia |

### Divises de comandament
S'utilitzaven una especie d'estrelles amb tres pics, per assignar el comandament d'unitats superiors al regiment, a oficials que en moltes ocasions eren inferiors a general. S'utilitzaven d'una a quatre segons la categoria de la unitat a comandar(brigada, divisió, cos, exèrcit).
Exemples: 
| Espanya (1936-1939)       |                          |                                  |                                   |
| General en cap de Brigada | Coronel en cap d'exercit | Tinent Coronel en cap de divisió | Comandant en cap de Cos d'exercit |